# Brookwell McNamara Entertainment
Brookwell McNamara Entertainment, Inc. es una productora formada por David Brookwell y Sean McNamara . Ha realizado programas de televisión para Disney Channel, Disney XD, CBS , Cartoon Network, The N y Nickelodeon. Es uno de los mayores proveedores subcontratados de producción para Disney Channel y Nickelodeon, entre otros.

## Filmografía

### Series de televisión
- Even Stevens (2000–03)
- That's So Raven (2003–06)
- Beyond the Break (2006–09)
- Just for Kicks (2006)
- Dance Revolution (2006–07)
- Cake (2006)
- Out of Jimmy's Head (2007–08)

### Películas
- Casper: A Spirited Beginning (1997)
- 3 Ninjas: High Noon at Mega Mountain (1998)
- Casper Meets Wendy (1998)
- Treehouse Hostage (1999)
- Race to Space (2001)
- The Even Stevens Movie (2003)
- Raise Your Voice (2004)
- The Cutting Edge: Going for the Gold (2006)
- McKids Adventures: Get Up and Go with Ronald (2006)
- McKids Adventures: Treasure Hunt with Ronald (2006)
- Legally Blondes (2009)
- Soul Surfer (2011)
- Baby Geniuses and the Mystery of the Crown Jewels (2013)
- Field of Lost Shoes (2014)
- Baby Geniuses and the Treasures of Egypt (2014)
- Loopers: The Caddie's Long Walk (2019)
- Mighty Oak (2020)
- The King's Daughter (2022)[4]